# Dragón negro
Dragón negro es el sexto álbum de estudio del grupo español Esclarecidos, publicado por GASA en 1994.
En este disco Javier Corcobado escribe la letra de La Mala Rosa. El tema La postal toma su nombre del óleo Max Schmitt in a single scull de Thomas Eakins (1844-1916).

## Lista de canciones
1. La Cueva.
2. El Detalle (Cristina Lliso y Alfonso Pérez).
3. Avestruz.
4. Hay.
5. Qué Pasará Mañana.
6. Cien Kilos.
7. El Dragón Negro (Pablo Guerrero).
8. Y Subimos.
9. Poemas 19 y 27 (Berta Alfaro).
10. Arriba y Abajo.
11. La Mala Rosa. (Javier Corcobado).
12. No Quiero.
13. Ciento Diez Veces Once.
14. Instru-Mental.
15. La Postal.
16. Avestruz 2.

## Músicos
- Cristina Lliso: voz.
- Coyán Manzano: bajo.
- Nacho Lliso: saxo y clarinete.
- Miguel Herrero: guitarras.
- Vicente Climent: batería, congas y shakers.
- Alfonso Pérez: textos.

Letras de Alfonso Pérez excepto las indicadas y La Postal.